# Malung-Sälen
Koordinaten: 60° 41′ N, 13° 43′ O

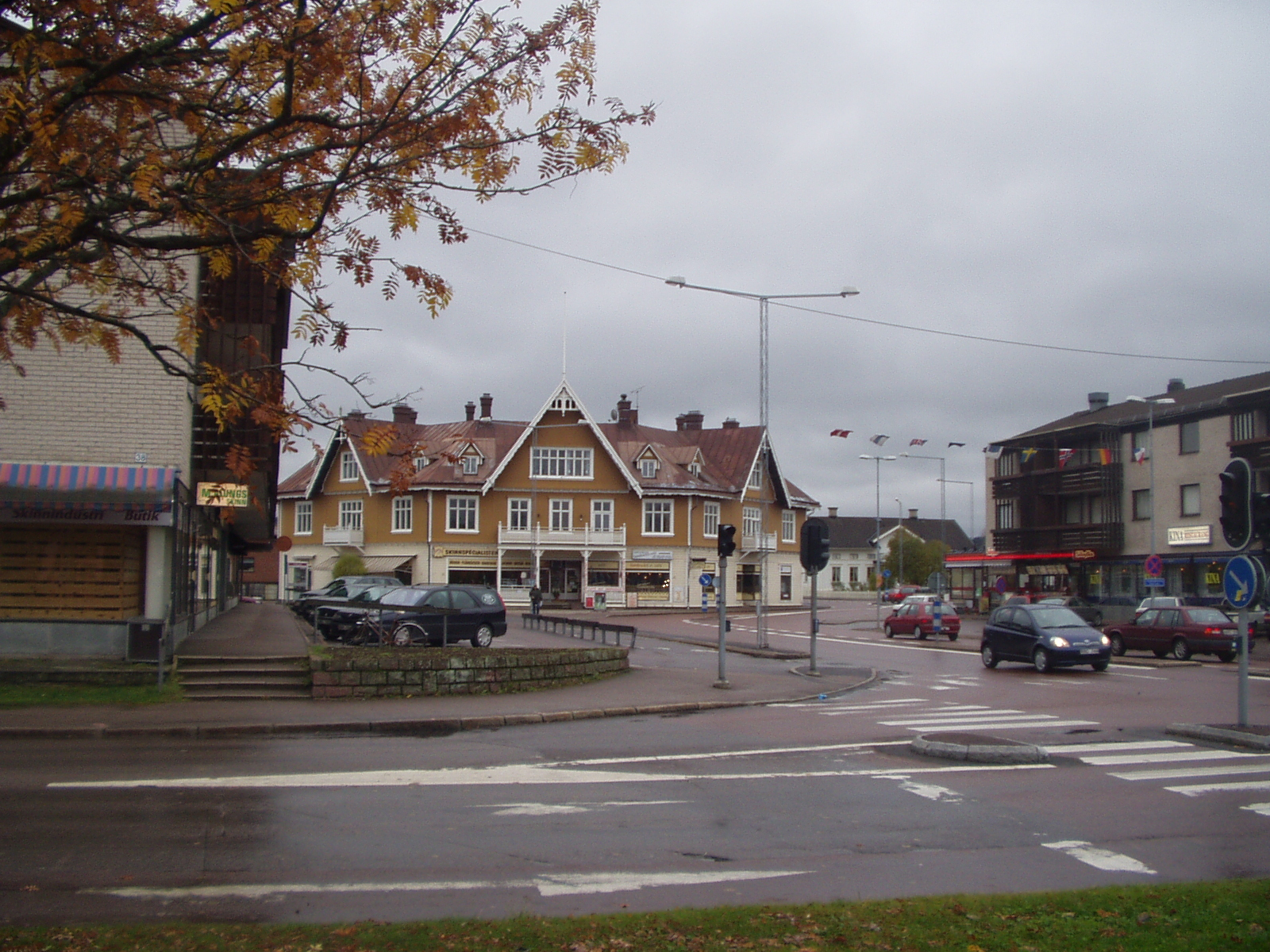
Ortszentrum

Malung-Sälen, bis zum 31. Dezember 2007 nur Malung, ist eine Gemeinde (schwedisch kommun) in der schwedischen Provinz Dalarnas län und der historischen Provinz Dalarna. Der Hauptort der Gemeinde ist Malung.

## Geografie
Der Fluss Västerdalälven durchfließt das Gemeindegebiet von Nordnordwesten nach Südsüdosten. In der Gemeinde Malung-Sälen liegt mit dem Transtrandsfjällen das südlichste Fjällgebiet Schwedens. Die höchsten Berge sind Östra Granfjället (948 m), Stor-Närfjället (931 m), Hundfjället (925 m) und Storfjället (924 m). Im Transtrandsfjällen liegt das ausgedehnte Skigebiet Tandådalen. Nördlich des Transtrandsfjällen im Grenzgebiet zu Norwegen liegt zudem das Skarsåsfjällen, das im Näsfjellet (904 m) seinen höchsten Punkt erreicht.

## Partnerstädte
- Ringe, Dänemark
- Viiratsi, Estland
- Voss, Norwegen
- Ylivieska, Finnland

## Söhne und Töchter der Stadt
- Fride Larsson (1921–1955), Militärpatrouillenläufer